# Hugh Dubh O'Neill
Hugh Dubh O'Neill, V conde de Tyrone ("Black Hugh", con el sentido de persona de mal carácter) (1611 - 1660) fue un militar irlandés del siglo XVII. Es conocido por su participación en las Guerras confederadas de Irlanda, en especial por su actuación en el Clonmel en 1650. 

## Orígenes y primeros años
Hugh Dubh era miembro del clan O'Neill, la familia del Úlster que protagonizó la Rebelión de Tyrone y la subsiguiente Fuga de los Condes en el año 1607. Su padre, Art Og O'Neill fue uno de aquellos exiliados que hicieron carrera en las guerras de Flandes peleando en las filas del ejército español. Hugh había nacido en Bruselas en 1611 y creció en la comunidad militar irlandesa exiliada como consecuencia de las revueltas en Irlanda. Allí se convirtió en soldado profesional y sirvió, al igual que su padre, en el Regimiento irlandés del ejército español en Flandes, luchando contra las Provincias Unidas de los Países Bajos en la Guerra de los 80 años.

## Guerras confederadas
En 1642, su tío, Owen Roe O'Neill, preparó el regreso de 300 oficiales irlandeses al servicio de España a Irlanda con el fin de apoyar la rebelión irlandesa de 1641. Los hombres de O'Neill se convirtieron en el núcleo en torno al que se creó el Ejército del Úlster de la Confederación Irlandesa, que constituía, de hecho, un estado irlandés independiente.
En los inicios de la guerra fue capturado por los Covenanters escoceses, pero, tras la victoria confederada de Benburb en 1646, fue canjeado por prisioneros escoceses y se unió nuevamente a las filas de los confederados. Tras la muerte de Owen Roe en 1649, pasó a ocupar puestos prominentes en el ejército del Úlster.
En 1649, al inicio de la invasión de Cromwell, Hugh Dubh fue enviado al sur a la cabeza de un grupo compuesto por 2.000 de los mejores hombres del ejército del Úlster para participar en la defensa del sur de Irlanda. Se distinguió durante su actuación en el sitio de Clonmel en mayo de 1650, infligiendo al New Model Army severas pérdidas. Fue nombrado comandante durante el Sitio de Limerick (1650-1651), consiguiendo repeler el primer intento de las fuerzas parlamentaristas de conquistar la ciudad. Sin embargo, al año siguiente, Henry Ireton puso nuevamente sitio a Limerick, forzando finalmente a Hugh Dubh a rendirse tras el amotinamiento de sus tropas provocado por la hambruna y la peste que se habían extendido entre la población civil. El propio Ireton murió de las enfermedades contraídas durante el sitio. Según las capitulaciones, Hugh Dubh sería ejecutado por la defensa de la ciudad, pero, finalmente, el general Parlamentarista Edmund Ludlow no llevó a cabo la sentencia y envió a Hugh Dubh a la Torre de Londres.

## Regreso a España y fallecimiento
Tras la mediación española, O'Neill fue puesto en libertad ya que, según Alonso de Cárdenas embajador de España en Inglaterra, Hugh Dubh era súbdito español. O'Neill pasó a estar bajo custodia española bajo condición de que no serviría en campañas contra las fuerzas inglesas. No regresó a Flandes, sino que regresó a España, donde fue nombrado General de Artillería, participando en la Guerra de los Segadores en Cataluña. Tras la muerte de su primo Hugh Eugene, fue reconocido por el gobierno español como V conde de Tyrone. En torno a 1660, tras la Restauración inglesa, Hugh Dubh se dirigió al nuevo rey Carlos II, al que solicitó la devolución de sus tierras ancestrales y el reconocimiento inglés a su título de conde de Tyrone. Carlos II no accedió a las peticiones de Hugh Dubh, que moriría de enfermedad ese mismo año.